# أوريل بيرنبوم
أوريل بيرنبوم (بالألمانية: Uriel Birnbaum)‏ (بالهولندية: Uriël Birnbaum)‏ هو كاريكاتيري وكاتب ورسام توضيحي ورسام ومؤلف وشاعر نمساوي وهولندي، ولد في 13 نوفمبر 1894 في فيينا في النمسا، وتوفي في 9 ديسمبر 1956 في آمرسفورت في هولندا.